# Rocky-Mountainsprairiehond
De rocky-mountainsprairiehond (Cynomys gunnisoni)  is een zoogdier uit de familie van de eekhoorns (Sciuridae). De wetenschappelijke naam van de soort werd voor het eerst geldig gepubliceerd door Baird in 1855.

## Voorkomen
De soort komt voor in de Verenigde Staten.